# Tylecodon hirtifolius
Tylecodon hirtifolius ist eine Pflanzenart der Gattung Tylecodon in der Familie der Dickblattgewächse (Crassulaceae).

## Beschreibung
Tylecodon hirtifolius wächst als flacher und wenig verzweigter Strauch mit ausgebreiteten oder mit kriechenden Trieben, welche an ihrem Ende aufgerichtet sind. Die Pflanzen werden 4 bis 6 Zentimeter hoch. An den bis 17 Zentimeter langen Trieben sitzen grauschwarze, längliche Phyllopodien, die 5 bis 6 Millimeter lang und 2 bis 3 Millimeter breit sind. Die flachen, grünen und verkehrt eiförmig bis verkehrt lanzettlich geformten Blätter werden 4 bis 10 Zentimeter lang und 2,3 bis 3,5 Zentimeter breit. Die Blattoberseite ist konkav geformt, die Unterseite konvex. An der Blattbasis ist die Spreite keilförmig geformt und die Blattspitze ist stumpf oder zugespitzt.

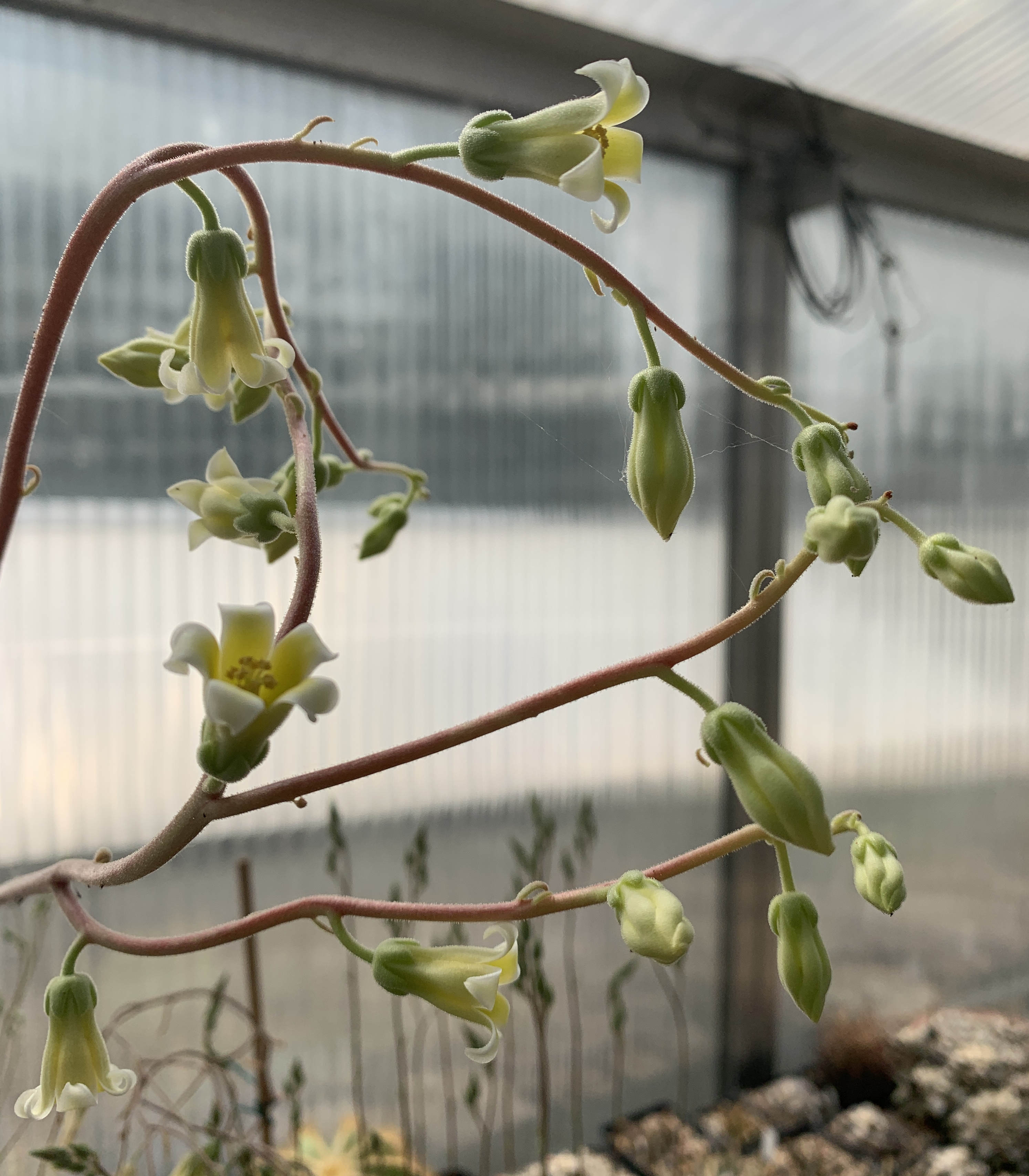
Ausschnitt aus einem Blütenstand

Der Blütenstand wird durch bis zu 75 Zentimeter hohe Thyrsen mit je 2 bis 3 aufsteigenden Monochasien und jeweils 5 bis 10 ausgebreiteten bis etwas nickenden und gelblich bis grünen Einzelblüten gebildet. Die glockige Kronröhre wird 14 bis 18 Millimeter lang und ist mit Drüsenhaaren besetzt. Die weißen Zipfel sind zurückgebogen.

## Systematik und Verbreitung
Tylecodon hirtifolius ist in Südafrika in der Provinz Nordkap in der Sukkulenten-Karoo auf dem Namaqualand Escarpment verbreitet. Die Erstbeschreibung erfolgte 1938 als Cotyledon hirtifolia durch Winsome Fanny Barker. Helmut Richard Tölken stellte die Art 1978 in die Gattung Tylecodon.